# بولشه‌تنکاشوو
بولشه‌تنکاشوو (انگلیسی: Bolshetenkashevo) یک شهرک در شهرستان نوریمانوفسکی استان باشقیرستان کشور روسیه است.